# 쇼코 여왕
쇼코 여왕(일본어: 聖興女王 しょうこうじょおう[*], 덴쇼 18년 4월 13일 (1590년 5월 16일) - 분로쿠 3년 12월 13일 (1595년 1월 23일))은 아즈치모모야마 시대의 황족이다.
고요제이 천황의 1황녀이고, 어머니는 뇨고 코노에 사키코이다. 궁호는 히메노미야(姫宮), 아마몬제키 돈케인(曇華院) 카츠지키(喝食)로 들어가지만, 득도하지 못한 채, 5살의 나이로 사망했다.
법호는 서운성흥사미(瑞雲聖興沙弥), 묘소는 다이토쿠지 요토쿠인 내 돈케인 궁묘지이다.